# Вишера (приток на Кама)
Вишера (на руски: Вишера) е река в Пермски край на Русия, ляв приток на Кама (ляв приток на Волга). Дължина 415 km. Площ на водосборния басейн 31 200 km².

## Извор, течение, устие
Река Вишера води началото си от западния склон на Северен Урал, на 920 m н.в., в крайния североизточен ъгъл на Пермски край. По цялото си протежение тече предимно в югозападна посока през западните предпланински части на Северен Урал в райони със силно развит карстов релеф. През по-голямата част от течението ѝ долината ѝ е тясна и дълбока, със стръмни, на места скалисти брегове и бързо течение. В горното си течение (до устието на река Улс) Вишера е типична планинска река, с бурно течение, изобилие от прагове и малки водопади и ширина до 70 m. Средното течение (между устията на Улс и Колва) се характеризира с по-спокойно течение, наличие на по-малко прагове, обширни речни разширения и ширина до 150 m. В долното си течение Вишера представлява типична равнинна река с бавно и мудно течение, с изобилие от меандри и старици (изоставено речно корито) и се разделя на ръкави с острови между тях. Влива се отляво в река Кама (ляв приток на Волга), при нейния 958 km, на 107 m н.в., на 8 km югоизточно от село Керчевски.

## Водосборен басейн, притоци
Водосборният басейн на Вишера обхваща площ от 31 200 km², което представлява 6,15% от водосборния басейн на река Кама. На север водосборният басейн на Вишера граничи с водосборния басейн на река Печора, на изток – с водосборния басейн на река Тобол (ляв приток на Иртиш), на юг – с водосборния басейн на река Яйва (ляв приток на Кама), на югозапад – с водосборните басейни на други по-малки леви притоци на Кама и на северозапад – с водосборния басейн на река Пилва (ляв приток на Кама).
Основни притоци: леви – Мойва (51 km), Велс (92 km), Улс (89 km), Акчим (60 km), Вижаиха (64 km), Язва (162 km); десни – Липя (55 km), Говоруха (55 km), Колва (460 km).

## Хидроложки показатели
Вишера има смесено подхранване с преобладаване на снежното с ясно изразено пролетно пълноводие и зимно маловодие. Характерно явление през лятото са честите прииждания на реката в резултат на поройни дъждове във водосборния ѝ басейн. Среден годишен отток в устието 500 m³/s, максимален 5690 m³/s, минимален 52,6 m³/s. Заледява се в края на октомври или началото на ноември, а се размразява в края на април.

## Стопанско значение, селища
По река Колва целогодишно се извършва регулярно корабоплаване на 136 km от устието, до град Красновишерск. В басейна на реката се разработват големи находища на диаманти. По течението ѝ са разположени около десетина населени места, в т.ч. град Красновишерск и по-големите села Велс, Вая, Вишерогорск и Уст Язва.